# اكتشاف الميزة (الجهاز العصبي)

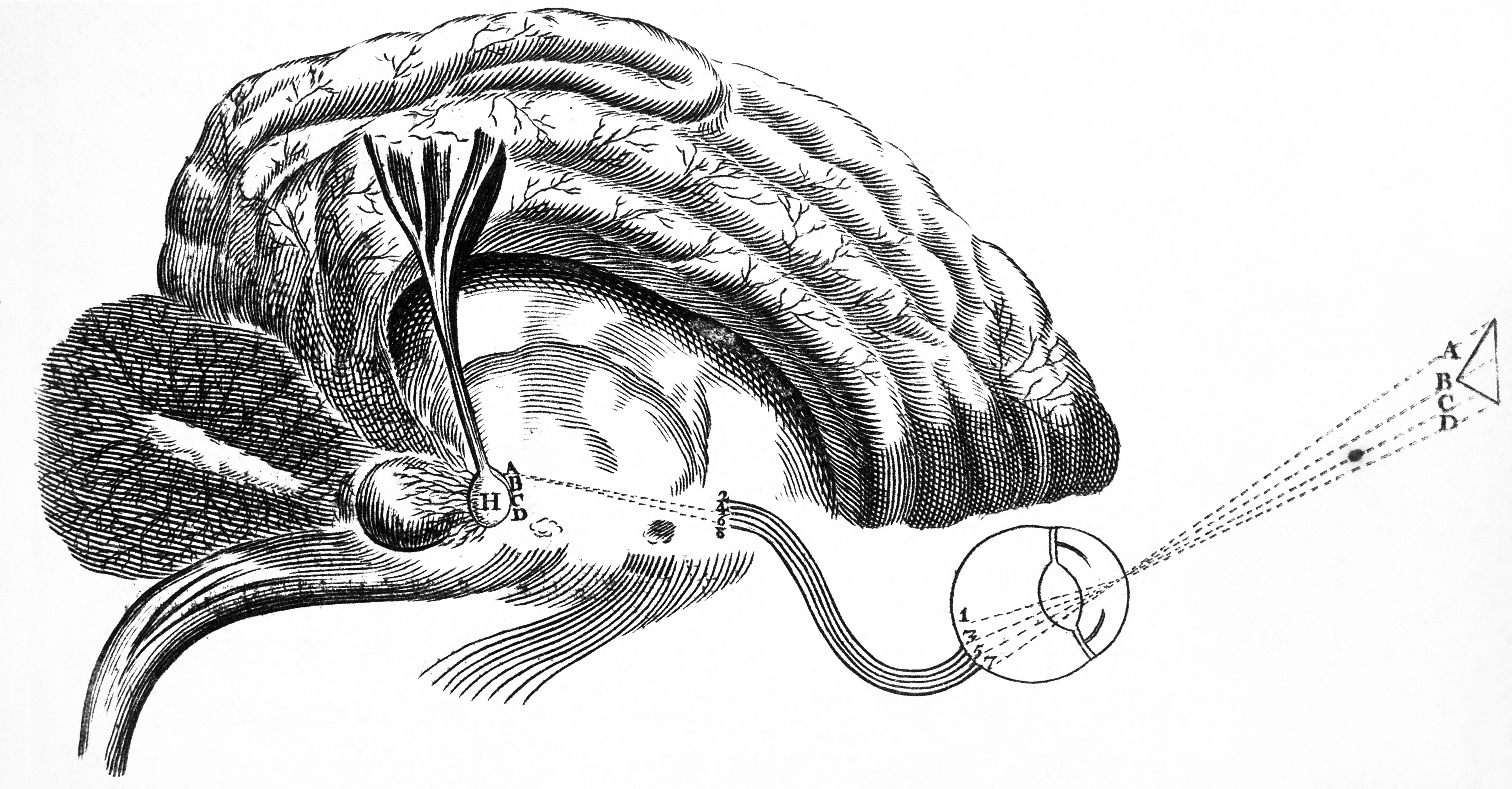
الجهاز العصبي. رسم تخطيطي للدماغ

كشف الميزة او كشف الملمح هو عملية يقوم بها الجهاز العصبي لفرز أو تصفية المحفزات الطبيعية المعقدة من أجل استخراج القرائن السلوكية ذات الصلة والتي تحمل احتمالًا عالياً بأن تكون مرتبطة بأجسام أو كائنات مهمة في بيئتها، على عكس الخلفية غير ذات الصلة أو الضوضاء.
كاشفات الميزات هي خلايا عصبية فردية - أو مجموعات من الخلايا العصبية - في الدماغ والتي تشفر للمحفزات ذات الأهمية الحسية. في وقت مبكر من المسار الحسي، تميل كاشفات الميزات إلى أن تكون ذات خصائص بسيطة؛ في وقت لاحق، تصبح أكثر وأكثر تعقيدًا كلما أصبحت الميزات التي تستجيب لها أكثر وأكثر تحديدًا.
على سبيل المثال، تستجيب الخلايا البسيطة في القشرة البصرية للقط المنزلي (فيليس كاتوس) للحواف - وهي ميزة من المرجح أن تحدث في الأجسام والكائنات في البيئة. على النقيض من ذلك، تميل خلفية البيئة البصرية الطبيعية إلى أن تكون ضوضاء - مما يؤكد على الترددات المكانية العالية ولكنها تفتقر إلى الحواف الممتدة. الاستجابة بشكل انتقائي لحافة ممتدة - إما خط ساطع على خلفية داكنة، أو العكس - يسلط الضوء على الأجسام القريبة أو الكبيرة جدًا. كاشفات الحواف مفيدة للقطة، لأن الحواف لا تحدث كثيرًا في "ضوضاء" الخلفية للبيئة البصرية، والتي لا تهم الحيوان كثيرًا.

## التاريخ
في بداية تاريخ علم الأعصاب الحسي، فضّل علماء وظائف الأعضاء فكرة أن الجهاز العصبي يكتشف سمات محددة للمحفزات، بدلاً من نسخ العالم الحسي بشكل أمين على خريطة حسية في الدماغ. على سبيل المثال، فضلوا فكرة أن الجهاز البصري يكتشف سمات محددة للعالم البصري. تباينت هذه النظرة مع الاستعارة القائلة بأن الشبكية تعمل مثل الكاميرا والدماغ يعمل مثل الفيلم الذي يحفظ جميع العناصر دون افتراض ما هو مهم في البيئة. لم تكن فكرة كاشف السمات قد تطورت بالكامل حتى أواخر الخمسينيات من القرن الماضي، وعلى مدار الخمسين عامًا الماضية، كانت القوة الدافعة وراء معظم الأعمال المتعلقة بالأنظمة الحسية.
كان هورس بي بارلو أحد أوائل الباحثين الذين استخدموا مفهوم كاشف السمات لربط مجال الاستقبال لخلية عصبية بسلوك حيواني معين. في عام 1953، قدمت التسجيلات الكهربية الفسيولوجية التي أجراها هورس بارلو من شبكية العين المقطوعة للضفدع أول دليل على وجود محيط مثبط في مجال الاستقبال لخلية عقدية الشبكية للضفدع. في إشارة إلى خلايا عقدية "تشغيل-إيقاف" - التي تستجيب لكل من الانتقال من الضوء إلى الظلام والانتقال من الظلام إلى الضوء - وكان لها أيضًا حقول استقبال محدودة جدًا لزاوية الرؤية (بحجم ذبابة تقريبًا على المسافة التي يمكن للضفدع أن يضربها)، قال بارلو، "من الصعب تجنب استنتاج أن وحدات" التشغيل-الإيقاف "مُطابقة للتحفيز وتعمل ككاشفات للذباب". في نفس العام، نشر ستيفن كوفلر دليلاً حيويًا على وجود مركز تحفيز، هيكل محيط مثبط في خلايا العقدية العصبية لشبكية الثدييات مما دعم اقتراح بارلو بأن وحدات التشغيل-الإيقاف يمكن أن تشفر الأحداث ذات الصلة بالسلوك.
فكرة بارلو القائلة بأن بعض الخلايا في شبكية العين يمكن أن تعمل كـ "كاشفات ميزات" تأثرت بأعمال إ.د. أدريان ونيكولاس تينبرخن. كان أدريان، مستشار بارلو، مكتشف رمز التردد - الملاحظة القائلة بأن الأعصاب الحسية تنقل شدة الإشارة من خلال تردد إطلاقها. من ناحية أخرى، خلال مسيرة بارلو المهنية، كان نيكولاس تينبرخن يقدم مفهوم آلية الإطلاق الفطرية (IRM) ومحفز الإشارة. الإطلاق الفطرية هي آليات مدمجة تعطي الحيوان القدرة الفطرية على التعرف على المحفزات المعقدة. محفز الإشارة هو محفز بسيط ومختزل يشمل فقط الميزات الضرورية للمحفز القادرة على إثارة استجابة سلوكية. أوضح تينبرخن في دراسته لسلوك النقر عند فراخ النورس أن استجابة النقر يمكن إثارتها بأي قضيب طويل على شكل منقار مع بقعة حمراء بالقرب من النهاية. في ورقته البحثية، قارن بارلو لاحقًا بين محفز الإشارة وكلمة مرور تُقبل أو تُرفض بواسطة كاشف الميزات. ستحتوي كلمات المرور المقبولة على الميزات اللازمة لتشغيل استجابات سلوكية محددة في الحيوان.
في أواخر الخمسينيات من القرن الماضي، بدأ جيروم ليفتين وزملاؤه في توسيع فرضية كشف الميزات وتوضيح العلاقة بين الخلايا العصبية الفردية والإدراك الحسي. في ورقتهم البحثية "ما الذي تخبره عين الضفدع بمخ الضفدع"، نظر ليفتين وزملاؤه (1959) إلى ما هو أبعد من آليات التمييز بين الإشارة والضوضاء في شبكية العين لدى الضفدع وتمكنوا من تحديد أربع فئات من الخلايا العقدية في شبكية العين لدى الضفدع: كاشفات التباين المستدام، وكاشفات التحدب الصافي (أو كاشفات الحشرات)، وكاشفات الحواف المتحركة، وكاشفات التعتيم الصافي.
في نفس العام، بدأ ديفيد هوبل وتورستن فيزل في التحقيق في خصائص الخلايا العصبية في القشرة البصرية للقطط، معالجة المعلومات في النظام البصري للثدييات. في ورقتهم البحثية الأولى عام 1959، سجل هوبل وفيزل قراءات من خلايا عصبية فردية في القشرة المخططة لقطط مخدرة خفيفًا. حُفزت شبكات العين للقطط إما بشكل فردي أو في وقت واحد ببقع ضوء بأحجام وأشكال مختلفة. من خلال تحليل هذه التسجيلات، حدد هوبل وفيسل الخلايا الحساسة للاتجاه في القشرة البصرية للقطة وأنشأ خريطة للمجال الاستقبالي للخلايا القشرية. في ذلك الوقت، كانت تستخدم بقع الضوء الدائرية كمحفزات في دراسات القشرة البصرية. ومع ذلك، لاحظ هوبل وفيسل أن أشرطة الضوء المستطيلة كانت محفزات أكثر فعالية (أي محفزات أكثر طبيعية) من بقع الضوء الدائرية، طالما ضُبط الاتجاه على الزاوية الصحيحة المناسبة لكل خلية عصبية عقدية. تسمى هذه الخلايا ما يسمى بالخلايا البسيطة أو كاشفات الحواف. أثناء مقارنة الحقول الاستقبالية للخلايا العصبية في القشرة المخططة للقطة مع الحقول الاستقبالية المتحدة المركز "تشغيل" و "إيقاف" التي تُحدد في الخلايا العقدية للقطة بواسطة كوفلر وآخرون، لاحظ هوبل وفيزل أنه على الرغم من وجود مناطق "تشغيل" و "إيقاف" في القشرة المخططة، إلا أنها لم تكن مرتبة في دوائر متحدة المركز. من اكتشافهم لهذه الحقول الاستقبالية الموجهة بشكل فريد، استنتج هوبل وفيزل أن الخلايا الحساسة للاتجاه موجودة داخل القشرة البصرية للقطة.
في ورقتهم البحثية الرئيسية الثانية، وسع هوبل وفيزل تقنيتهما لتشمل مناطق أكثر تعقيدًا في القشرة البصرية في محاولة لفهم الفرق بين الحقول الاستقبالية القشرية وحقول الركبية الجانبية. لاحظوا أن قشرة الدماغ المخططة للقط تحتوي على عدد أكبر من الخلايا من الركبية الجانبية، واستنتجوا أن القشرة تحتاج إلى عدد كبير من الخلايا العصبية لهضم كمية كبيرة من المعلومات التي تتلقاها. من خلال التجربة، وجدوا أن كل خلية عصبية في القشرة مسؤولة عن منطقة صغيرة من الحقل البصري ولها أيضًا خصوصيتها في الاتجاه. من نتائج قراءات الخلية المفردة هذه في القشرة المخططة والركبية الجانبية، افترض هوبل وفيزل أن الحقول الاستقبالية القشرية البسيطة تكتسب التعقيد وترتيبًا مكانيًا معقدًا من خلال التقارب النمطي لعدة إسقاطات "تشغيل" أو "إيقاف" من خلايا الركبية الجانبية إلى خلايا قشرية واحدة.
أثار تحقيق هوبل وفيزل في قشرة الدماغ البصرية للقط اهتمامًا بفكرة اكتشاف الميزات وأهميتها بالنسبة لأنظمة الحس الأخرى. في الواقع، جادل ثيودور بولوك في عام 1961 بأن الجهاز الدهليزي لم يؤخذ بعين الاعتبار من قبل معظم أبحاث نظام الحس المعاصر، واقترح أن التحفيز المكافئ لأعضاء الدهليز قد يعطي نتائج مثيرة للاهتمام بشكل مماثل. كما أثار عمل هوبل وفيزل السؤال التالي: إلى أي مدى تصل التسلسل الهرمي لمعالجة الرؤية؟ في إحدى إجابات هذا السؤال، صاغ ليفتين مصطلح خلايا الجدة في عام 1969 لوصف الخلايا الافتراضية التي تكون محددة للغاية بحيث لا تطلق النار إلا عند رؤية وجه جدتك.

## الأمثلة

### في الرؤية عند العلجوم

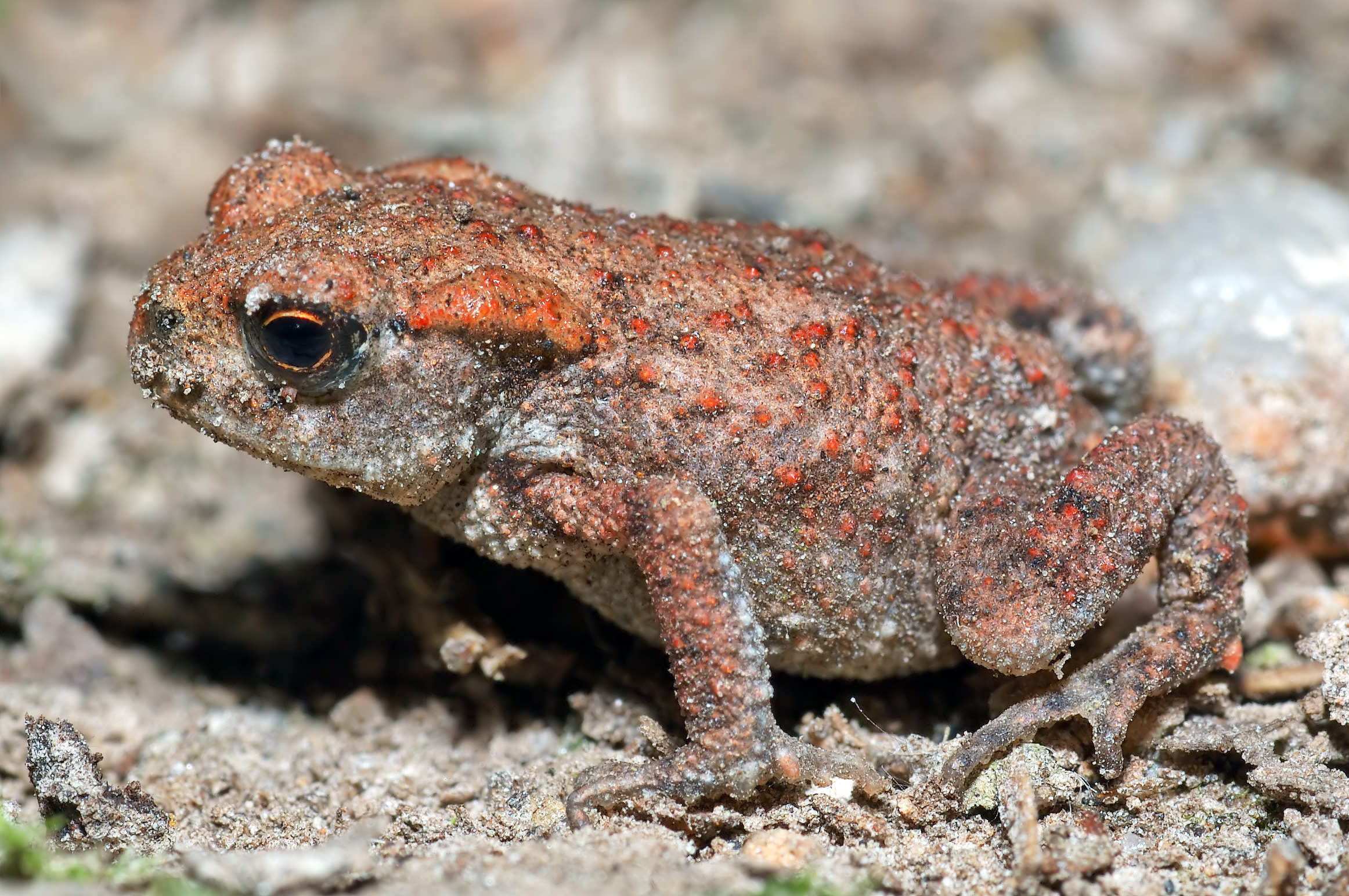
ضفدع الجبل، استُخدم في دراسات يورغ-بيتر إيورت حول رؤية الأشكال لدى الضفادع.

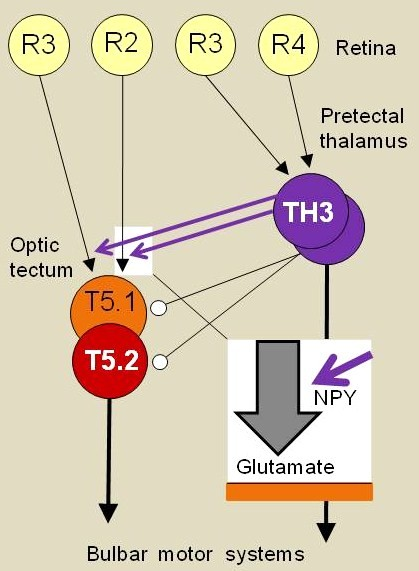
تُدمج الخلايا العصبية للتلة البصرية في شبكة عصبية كبيرة تشمل هياكل مختلفة للمخ الأمامي؛ انظر الرؤية عند العلجوم. ومن المحتمل أن تنجم الاستجابات الانتقائية للفريسة للخلايا العصبية T5.2 بالتلة البصرية عن مدخلات تثبيطية بعد المشبك من الخلايا العصبية القبلية المهادية (راجع الخطوط ذات النقاط الطرفية). علاوة على ذلك، هناك أدلة كافية تشير إلى أن النقل الغلوتاميني الشبكي التكتوني البصري يتحكم فيه بواسطة الببتيد العصبي Y (NPY) - الذي يُطلقه من المحطات الطرفية للألياف العصبية للخلايا العصبية TH3 القبلية المهادية - بطريقة تثبيط قبل المشبك عبر مستقبلات Y2. التأثيرات القبلية المهادية بوساطة NPY هي خصائص محفوظة وراثيًا في الفقاريات الرباعية الأطراف. (مجمعة بعد إيورت 1974 و2004)

يُعد يورغ-بيتر إيورت رائداً في دراسة كشف الملامح في رؤية الضفدع. حقق تقدماً كبيراً من خلال الاستفادة من سلوك اصطياد الفريسة الطبيعي للضفدع الجبل. لدراسة سلوك الضفدع، قام بوضعه في وعاء زجاجي أسطواني على مسافة ثابتة من المحفز. ثم قام بتدوير شريط متحرك مستطيل حول الوعاء في محاولة لمحاكاة كائن فريسة يشبه الدودة؛ اُستخدم معدل دوران الضفدع لقياس سلوك توجيه الضفدع.
أظهر إيورت، باستخدام بقع وأشرطة ومحفزات مربعة بأحجام مختلفة، أن الضفدع يهاجم شريطاً متحركاً يتحرك في اتجاه موازٍ لمحوره الطويل، في حين يتجاهل نفس الشريط الموجه عمودياً على اتجاه الحركة (تكوين مضاد للدودة) كفريسة. سمح إعداد تجريبي آخر لمحفزات الدودة أو المضادة للدودة بالعبور عبر المجال البصري للضفدع في اتجاهات مختلفة في إحداثيات x-y، مما يدل على أن التمييز بين الدودة ومضاد الدودة ثابت تحت تغييرات في اتجاه الحركة. كما أظهر أن الضفدع سيقبع ويبقى ثابتاً استجابة لمستطيل كبير. باستخدام محفزات الدودة ومضاد الدودة مثل هذه، حدد إيورت أن نظام التعرف على الفريسة في المسار البصري للضفدع يعتمد على عدد من آليات الإطلاق الفطرية. استجابةً لمحفز متحرك يشبه الدودة، أظهر الضفدع السلوكيات التالية: التوجيه والالتقاط أو مسح الفم. من ناحية أخرى، استثار محفز مضاد للدودة مجموعة مختلفة من سلوكيات التجنب: الغرس أو الانحناء. بعد تحديد عناصر التعرف الحسي لكل سلوك باستخدام هذا الإعداد التجريبي، قام إيورت وزملاؤه بفحص الآليات العصبية التي تحكم نظام التعرف على الفريسة لدى الضفدع ووجدوا عددًا من كاشفات الملامح.
باستخدام التحفيز الكهربائي النقطي لتحديد المهاد البصري (الأكيمة العلوية) باعتبارها المنطقة المسؤولة عن سلوكيات اصطياد الفريسة، حدد إيورت وزملاؤه وسجلوا من الخلايا العصبية الفردية الانتقائية للفريسة في المهاد البصري في الضفادع المتحركة بحرية. تزداد هذه الخلايا العصبية من النوع T5.2 في تواتر التفريغ قبل استجابة السلوك بالالتقاط أو التوجيه. في حالة سلوك الالتقاط، تتوقف الخلايا العصبية عن العمل لمدة الالتقاط. ومن الواضح أن هذه الخلايا العصبية تظهر تفضيلاً في الاستجابات لتكوين الدودة من حواف الحركة المتحركة ويمكن اعتبارها لذلك كاشفات للميزات. للحصول على فكرة عامة عن خصائصها، في التجارب المتتالية، تعبر عدة أجسام مظلمة مستطيلة بأطوال حافة مختلفة مجال الرؤية البصرية للضفدع على خلفية ساطعة بسرعة ثابتة ؛ ثم يُربط تواتر تفريغ خلية عصبية من النوع T5.2 تجاه مثل هذا الجسم مع سرعة استجابة الضفدع بالتقاط الفريسة، معبراً عنها بزمن الانتقال. وبالتالي، فإن اكتشاف ميزة الفريسة ليس شرطًا كليًا أو لا شيء، بل مسألة درجة: كلما زادت قيمة إطلاق جسم ما كمحفز للفريسة، زاد تواتر تفريغ الخلية العصبية الانتقائية للفريسة من النوع T5.2، وكلما قصر زمن انتقال استجابة الضفدع لالتقاط الفريسة، وكلما ارتفع عدد استجابات التقاط الفريسة خلال فترة زمنية (نشاط التقاط الفريسة) - والعكس صحيح.
أظهرت التسجيلات متعددة الوحدات أن جسم الفريسة ينشط عدة خلايا عصبية انتقائية للفريسة المتجاورة التي تتداخل حقولها الاستقبالية جزئيًا. هذا يشير إلى أن أكثر من خلية واحدة لكشف الفريسة - أي مجموعة من الخلايا - ستنطلق في نظام إطلاق التقاط الفريسة.
أظهرت المزيد من المقارنات بين الحقول الاستقبالية للخلايا العصبية المهادية البصرية والخلايا العصبية الشبكية العقدية، الفئتان R2 وR3، المسجلة في الضفادع المتحركة بحرية، أن الخلايا العصبية المهادية البصرية الحساسة للحجم (T5.1) والانتقائية للفريسة (T5.2) كانت قادرة على تقدير الحجم المطلق لمحفز متحرك بينما كانت الخلايا العصبية العقدية الشبكية قادرة فقط على تحديد الحجم الزاوي البصري للمحفز. تشمل الخلايا العصبية الانتقائية الأخرى الملاحظة في المهاد البصري الخلايا العصبية اليقظة واسعة المجال، والخلايا العصبية ذات العيون، والخلايا العصبية الحساسة للتقارب.
كما هو موضح أعلاه، فإن المهاد البصري مسؤول عن استجابات التوجيه والالتقاط في سلوك التقاط الفريسة؛ ومع ذلك، كشف بحث إيورت أيضًا أن التحفيز الكهربائي البؤري لمنطقتي الدماغ المهادية وأمام السقفية أثار أنواعًا مختلفة من سلوكيات التجنب في الضفدع. لوحظ أيضًا وجود كاشفات للميزات في هذه المناطق الدماغية. لوحظ أن الخلايا العصبية إما حساسة اتجاهيًا للأجسام الكبيرة المندفعة أو حساسة للحجم أو مدركة للعوائق الثابتة. أظهرت بعض الخلايا العصبية المهادية أمام السقفية من النوع TH3 تفضيلاً للأجسام المتحركة الكبيرة وتكوين الدودة المضادة لحواف الحركة المتحركة. يقترح أن تُحدد انتقائية كاشفات ميزات الفريسة المهادية البصرية من النوع T5.2 من خلال التأثيرات المثبطة لكاشفات الدودة المضادة أمام السقفية من النوع TH3. أضعفت الآفات أمام السقفية انتقائية الفريسة.
ثم تتصل محاور الخلايا العصبية الحساسة/الانتقائية للميزات من المهاد البصري والمنطقة المهادية أمام السقفية بالبنى الحركية في النخاع المستطيل، وبالتالي تشكل واجهة حسية حركية. وفقًا لإيورت، قد تعمل هذه الواجهة الحسية الحركية كـ "محرر" يتعرف على الإشارات الحسية مع مجموعات من كاشفات الميزات المعقدة وينفذ الاستجابات الحركية المقابلة. بعد تحليل تيارات معالجة الخلايا العصبية في هياكل جذع الدماغ التي تترجم الإشارات التحفيزية البصرية إلى استجابات سلوكية، اكتشف إيورت وزملاؤه حلقات عصبية - بالاتصال مع هياكل الدماغ الأمامي المختلفة - تعدل، على سبيل المثال، تعدل أو تحدد، هذا الترجمة.

### في سمك الرعاش الضعيفة

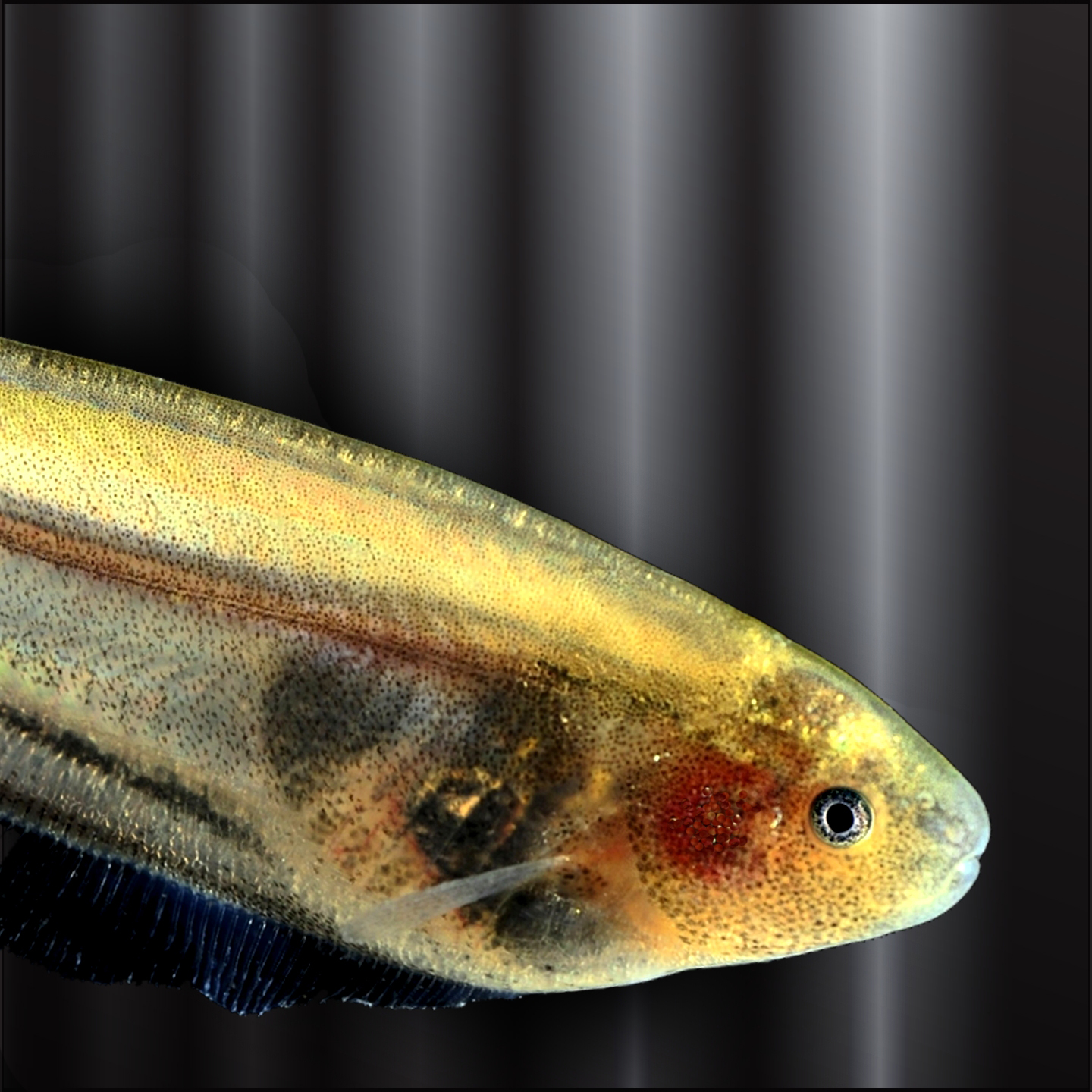
"أيجنمانيا فيريسنس" هي سمكة كهربائية ضعيفة تنتج تفريغات كهربائية متواصلة.

أسماك الرعاش الضعيفة تولد حقولاً كهربائية لغرض تحديد موقع الأجسام والتواصل. لديها حاسة كهربائية متخصصة تتكون من مستقبلات كهربائية درنية وأمبولية تقع على سطح الجلد وتُعصب بواسطة الخط الجانبي الكهربي الحسي. تمامًا كما هو الحال في النظام البصري للضفادع، يستخرج النظام الكهربي الحسي للأسماك الكهربائية الضعيفة سمات من المحفزات ذات الصلة بالسلوك ويستخدم هذه التمثيلات لإجراء مزيد من المعالجة.
في سمكة الجيمنوتيفورم، إيجنمانيا الموضحة هنا، الخلايا العصبية الحسية الأولية في نظام المستقبلات الكهربية هي أجهزة كشف الميزات البسيطة، وتشمل مستقبلات الأمبولة، ومُشفرات الاحتمال (وحدات P)، ومُشفرات الطور (وحدات T). تهدف وحدات P ووحدات T إلى الحصول على معلومات حول سعة وطور المحفز، على التوالي، مع القليل جدًا من المعالجة. تختلف وحدات P ووحدات T في الضبط وفي العتبة لإثارة نبضة واحدة استجابةً لمحفز جيبي. تتميز وحدات P بعُتبة عالية وضبط واسع النطاق؛ تتميز وحدات T بعُتبات منخفضة وضبط ضيق النطاق. تستمر المعالجة المنفصلة للمعلومات بعد الخلايا العصبية الحسية الأولية إلى الفص الجانبي الخطي الكهربي (ELL) حيث تنقل الخلايا الكروية معلومات الطور أو الوقت إلى مراكز أعلى وتُشفر الخلايا الهرمية لمعلومات السعة. نتيجة لذلك، نعتبر أيضًا فئة الخلايا الكروية والهرمية الموجودة في ELL كأجهزة كشف للميزات. على وجه التحديد، تعتبر الخلايا الهرمية أجهزة كشف للميزات تستجيب لسعة المحفز. تستجيب فئة واحدة من الخلايا الهرمية، خلايا E، للزيادات؛ تستجيب فئة ثانية، خلايا I، للانخفاضات في سعة المحفز بينما جميع المستقبلات الطرفية هي وحدات E.
بالإضافة إلى الخلايا الهرمية والخلايا الكروية، يوجد جهاز كشف ميزات أكثر تعقيدًا في التلفيف الهلالي الظهري في الدماغ المتوسط لأن تيارات المعلومات المنفصلة للسعة والطور تتقارب على الخلايا العصبية الانتقائية للإشارة من الدرجة الأعلى في هذه المنطقة من الدماغ المتوسط. تعتبر هذه الخلايا العصبية الانتقائية للإشارة أجهزة كشف للميزات لأنها تطلق النبضات فقط عند التعرف على إما فرق تردد موجب بين إشارة التشويش وإشارة السمكة الخاصة بها أو فرق تردد سالب. ثم تتقارب الألياف العصبية الواردة من هذين النوعين من الخلايا العصبية الانتقائية للإشارة في أعلى التسلسل الهرمي العصبي - نواة ما قبل المُحدد للنبض، والتي تساعد على تنظيم تردد تفريغ العضو الكهربائي في استجابة تجنب التشويش [الإنجليزية].

### في القشرة السمعية للخفاش
في النظام السمعي للخفافيش، كما هو الحال في الأنظمة السمعية للفقاريات الأخرى، فإن الخلايا العصبية الحسية الأولية، التي تستقبل المدخلات من خلايا الشعر من منطقة محدودة من عضو كورتي في القوقعة، هي أجهزة الكشف عن الميزات البسيطة. هذه الهياكل حساسة لمجموعة محدودة من الترددات وبالتالي تعمل كمرشحات مُضبوطة. تجريبياً، لاحظ نوبو سوجا وزملاؤه (1990) أن مختلف التوافقيات ذات التردد الثابت (CF) والترددات المُعدلة (FM) أثارت أجزاء مختلفة من الغشاء القاعدي بسبب الفرق في التردد في النداء. تأخذ ألياف العصب السمعي هذه المعلومات الحسية المُعالجة قليلاً إلى النواة القوقعية حيث تتقارب المعلومات أو تتباعد إلى مسارات متوازية. في خفاش بارنيل ذو الشارب، وهو خفاش CF-FM، تعالج هذه المسارات المتوازية توافقيات CF وFM بشكل منفصل وتحتوي على خلايا عصبية تُظهر انتقائية للسعة والتردد والتوافقيات. تتقارب هذه المسارات في الجسم الركبي الإنسي - مما يؤدي إلى أجهزة كشف ميزات أكثر تعقيدًا تستجيب لمجموعات معينة من إشارات CF وFM.
في مناطق FM-FM من القشرة السمعية، حدد نوبو سوجا في عام 1993 الخلايا الحساسة للجمع التي تتلقى مدخلات من مصادر متعددة. لاحظ سوجا أن منطقة FM-FM استجابت بشكل انتقائي لمكون FM (الميزة) في النداء وفي الصدى. على وجه التحديد، تتطلب وحدة FM1-FM2 الفردية مدخلًا من وحدة مُضبوطة على نطاق تردد FM1 ووحدة ثانية مُضبوطة على نطاق تردد FM2 من أجل إطلاق النبضات. يمكن اعتبار خلايا FM-FM هذه أجهزة كشف ميزات معقدة لأنها حساسة لمجموعة تردد معينة وتأخير زمني محدد بين الصدى والنداء. يعد التحديد الدقيق لتأخر الوقت بين النداء والصدى أمرًا بالغ الأهمية لأنه يسمح للخفاش بقياس المسافة بينه وبين فريسته. منطقة FM-FM الحساسة هذه ليست سوى مثال واحد على جهاز كشف الميزات في القشرة السمعية للخفاش. توجد أيضًا منطقة حساسة لـ CF-CF في القشرة السمعية، والتي تسمح للخفاش، بالاشتراك مع مناطق FM-FM، بإنشاء خرائط للسرعة النسبية للهدف ومسافة الهدف. يكشف تتبع استجابات هذه الخلايا الحساسة للجمع إلى مناطق أعلى رتبة من المسار السمعي عن وجود خلايا عصبية ذات مستويات أعلى من انتقائية التردد والسعة.